# ریچارد کورترایت
ریچارد کورترایت (انگلیسی: Richard Cortright; ۱۳ اکتبر ۱۹۲۹ – ۴ سپتامبر ۲۰۰۹) دوچرخه‌سوار اهل ایالات متحده آمریکا بود. وی در بازی‌های المپیک تابستانی ۱۹۵۲، ۱۹۵۶ و ۱۹۶۰ شرکت کرده است.